# Bibliografija
Bibliografija (grč. biblion=knjižica, grafein=pisati) je znanstvena djelatnost koja sabire, vrednuje, odabire, sadržajno analizira i opisuje tiskane ili na drugi način umnožene, javnosti namijenjene tekstove pa te opise klasificira, uređuje i publicira obično u obliku uređenih popisa. Namjera je pružiti informacije o literaturi, a time i pomagala za stručni i znanstveni rad. Izraz bibliografija znači i znanost o teorijskim i metodičkim osnovama rada bibliografa i sam popis knjiga.
U početku je značila pisanje ili prepisivanje knjiga. Tek u 1. polovini 17. stoljeća, izraz bibliografija počeo se upotrebljavati u značenju popisivanja knjiga, opis knjiga i to u djelu Gabriela Naudéa Bibliographia politica, a bibliograf u značenju popisivača knjiga. Popisi knjiga su do tada nazivani: catalogus, bibliotheca, index, thesaurus, annales itd.
Od posljedje četvrtine 18. stoljeća izraz bibliografija se u Francuskoj često upotrebljavao ne samo za popise već i za cjelokupnu znanost o knjizi, ono što danas nazivamo bibliologijom.  

## Podjela bibliografija
Bibliografije prema sadržaju se dijele na opće, popisuje građu iz svih područja znanja i stručne ili specijalne, popisuje građu iz određenog područja ili određenog predmeta. Bibliografije prema vremenu se dijele na retrospektivne, one koje donose građu za određeno proteklo razdoblje; tekuće, koje popisuju novu građu iz određenog područja; i kumulativne. Uzimajući u obzir način izrade bibliografije, razlikujemo primarne bibliografije, za koje bibliograf preuzima podatke neposredno po uvidu u knjigu (de visu) i sekundarne bibliografije, u kojima se podaci preuzeti iz drugih izvora (kataloga, bibliografija). Bibliografije još mogu biti popisne, bibliografske jedinice opisane su samo osnovnim elementima bibliografskog opisa; opisne, u kojima je bibliografski opis proširen drugim podacima; analitičke, u napomenama se daje ili analizira sadržaj jedinice.  

## Povijest bibliografije
Prvom bibliografijom možemo smatrati Tablice (grč. Pinakes),djelo aleksandrijskog knjižničara Kalimaha koje nije sačuvano, ali o njemu postoje podaci koje su ostavili drugi antički pisci. Popisao je građu aleksandrijske knjižnice.
U antici i srednjem vijeku susrećemo niz djela bibliografskog karaktera, kao što su: popis Aristotelovih knjiga koje je sastavio Ptolomej; Liber da viris illustribus Hieronina iz Stridona. Iz 9. stoljeća sačuvano je djelo carigradskog patrijarha Fotija pod naslovom Myrobiblion.
Uvjete za nastajanje pravih bibliografija stvorio je tek izum tiska. Za prve popise knjiga iz početka su se brinuli sami tiskari, jer su u početku sami izdavali i prodavali knjige. Kao posrednici između tiskara i kupaca kasnije su se pojavili knjižari koji su dali snažan poticaj izradi bibliografija. Za potrebe trgovine knjigama nastajali veliki međunarodni knjižarski katalozi sa sve potpunijim opisima knjiga iz tiskara cijele Europe.
Pri kraju 15. stoljeća izašlo je prvo tiskano djelo koje je imalo karakter bibliografije: Liber de scriptoribus ecclesiasticis benediktinaca Johanna Triettheima. Sredinom 16. stoljeća Švicarac Konrad Gesner izdao je veliko bibliografsko djelo pod naslovom Bibliotheca universalis 1545. godine. Gesnerova Bibliotheca universalis je prva međunarodna opća bibliografija, u njoj je popisana približno četvrtina djela koja su bila napisana i tiskana do 1555. godine po raznim krajevima Europe.
Prvi koji je odlučio domaću produkciju knjiga prikazati u samostalnom i kompletnom popisu bio je Englez John Bale, koji je sastavio kronološki uređenu bibliografiju britanskih autora, što predstavlja prvu opću nacionalnu bibliografiju.
Prvu nacionalnu bibliografiju napisanu na narodnom jeziku objavio je u Veneciji Francesco Doni pod naslovom La libreria del Doni Fiorentino. 
Sredinom 16. stoljeća u Rimu je objavljen prvi popis knjiga koje je katolička crkva zabranila da ih njezini vjernici čitaju: Index librorum prohibitorum.
U 17. stoljeću razvoj znanosti i povećanje tiskarske produkcije potaknulo je jače razvijanje nacionalnih, a i stručnih bibliografija, dok su međunarodne i opće bibliografije polako izumirale. U 18. stoljeću pojavljuju se nove vrste posebnih bibliografija: bibliografija časopisa, bibliografija anonimnih i pseudonimnih djela, bibliofilska bibliografija itd. pojavljuju se također i djela o teoriji bibliografije.
U 19. stoljeću bibliografija je u vezi sa snažnim razvojem znanosti, naročito prirodnih i primijenjenih znanosti i napretkom opće prosvjećenosti velikim koracima napredovala u svim pravcima. Karakteristično je za ovo stoljeće da se više ne posvećuje pažnja retrospektivnim općim bibliografijama, već da je u središtu pažnje tekuća opća nacionalna bibliografija, a isto tako i tekuća stručna bibliografija. U nekim državama (Francuska, Velika Britanija, SAD ,Njemačka) formiraju se bibliografska društva kojima je svrha bila unapređenje bibliografske djelatnosti u zemlji. Poseban značaj za razvoj bibliografije u svijetu ima Institut international de bibliographie koji su 1895. godine u Bruxellesu osnovali Henri La Fontaine i Paul Otelet. Jedan od zadataka Instituta je bio izraditi opću svjetsku bibliografiju knjiga i članaka. Bili su to začeci univerzalne bibliografske kontrole.
U 20. stoljeću tekuća opća nacionalna bibliografija uvedena je u svim razvijenim zemljama, a uvodi se i u zemljama u razvoju. Potreba za međunarodnim povezivanjem bibliografa i njihova rada koja je došla do snažnog izražaja još u djelu P. Otelelta i H. La Fontaina pri kraju 19. stoljeća, u 20. stoljeću je sve veća i veća. Tako je uz pomoć Društva naroda nakon prvog svjetskog rata nastala međunarodna bibliografija tekućih bibliografija Index bibliographicus i međunarodna bibliografija prijevoda Index translationum. Poslije drugog svjetskog rata brigu za unapređenje bibliografske djelatnosti u međunarodnom opsegu preuzela je UNESCO, a savjete i prijedloge mu daje međunarodni bibliografski komitet (Consultative commitee on bibliography).

## Povijest hrvatske bibliografije
Rad na bibliografiji kod Hrvata sve do ilirskog preporoda u 19. stoljeću ima dvojaki karakter: biografsko-bibliografski te regionalni.
Prve radove na sakupljanju biografsko –bibliografske građe nalazimo u Dubrovniku. javljaju se brojne biografije dubrovačkih dominikanaca, koji su ovoj djelatnosti poklonili osobitu pažnju. Već iz prve polovice 16. stoljeća datiraju zapisi Ambroza Ranjine za koga se smatra da se prvi počeo baviti prikupljanjem podataka o značajnim dubrovačkim dominikancima.
među prve dubrovačke biografe ubrajamo i Lovru Vitetića koji je oko 1560. godine napisao spis Catalogus illustrium virorum congregationis Ragusinae. Biskup mrkanjsko-trebinjski Ambrozije Gučetić sastavio je spis Catalogus virorum ex familia Praedictorum in litteris insignium, koji je tiskan u Veneciji 1605. godine. Tu Gučetić daje naslove djela dubrovačkih dominikanaca kao i više ispravaka raznim knjigama. Catalogus je prvo biografsko djelo u Dubrovniku posvećeno isključivo piscima.
Tijekom 18. stoljeća raste zanimanje u hrvatskim prostorima za domaće starine, domaći jezik i domaće pismo, jača želja za sakupljanjem građe. Sve se više pažnje poklanja piscima i njihovim djelima pa je tako poznati dubrovački književnik Ignjat Đurđević sakupljao među ostalima i građu o književno-kulturnim vrednotama svoga grada. u pismu upućenom Rafaelu Miličiću sastavio je popis nekih dubrovačkih književnika s podacima o njihovim djelima. popis se sastoji od dva dijela: prvo obuhvaća pisce koji su svoja djela tiskali, a drugi pisce čija su djela ostala u rukopisu. Važnije i opsežnije mu djelo te vrste Vitae illustrium Rhacusinorum. Ono obuhvaća 105 pisaca, osim podataka o piscima i njihovim djelima dati su i fragmenti njihovih stihova. Gotovo je svaki pisac dobio uvodnu biografsku i bibliografsku bilješku.
Najveće je i najpotpunije biografsko-bibliografsko djelo nastalo u Dubrovniku Bibliotheca Ragusina in qua scriptores eorumque gesta et scripta recensentur dominikanca Serafina Crijevića Cerve. Bibliotheca sadrži 435 biografija poznatih i manje poznatih dubrovačkih pisaca, pa i nekih stranih koji su proveli neko vrijeme u Dubrovniku ili su s njim bili povezani. 
Notizie istorico-critiche sulle antichita, storia e litteratura de' Ragusei, divise in due tomi Franje Marije Appendinija jest pokušaj da se ogromna sakupljena biografska građa starih dubrovačkih biografa sredi i objavi. 
I u drugim dijelovima Dalmacije postojao je interes za skupljanje bio-bliografske građe iz raznih područja znanosti. Tako već s kraja 16. stoljeća spominjemo zapise Petra Lucića o značajnim Trogiranima.
Od splitskih erudita 17. i 18. stoljeća koji su se bavili skupljanjem i proučavanjem književnog nasljeđa, ističe se kanonik Marko Dumanić. Rezultat njegova istraživačkog rada jest djelo Epitome d'uomini qualificati particularniente per l'ingegno e per le lettere. U 46 biografija slavnih Splićana obrađeni su autori latinskih i hrvatskih djela, ponekad se navode i naslovi djela, mjesto i godina tiskanja pojedinih knjiga i imena tiskara.
Julije Bajamonti dao se na skupljanje građe o Dalmaciji i dalmatinskim piscima. Proučavao je različita djela, skupljao razne bibliografske podatke, pretraživao knjižnice i crpio izvore iz kataloga samostanskih i privatnih knjižnica po Dalmaciji. Sakupio je mnoštvo dragocjenih podataka zabilježenih u dvije oveće bilježnice i na posebnim listovima. Od 2500 bibliografskih jedinica 110 se odnosi na domaće pisce.
U sjevernoj Hrvatskoj literarna tradicija nije bila tako velika kao u Dalmaciji. Ipak i tu nailazimo na mnoge pisce koji su se posvetili studiju prošlosti i kulturne povijesti.
Historiograf Adam Baltazar Krčelić je među ostalima sastavio i jedno omanje djelo Scriptorum ex Regno Scalvoniae saeculo XIV usque ad XVII inclusive colectio, tiskano u Varaždinu 1774. koje daje pregled književnosti na kajkavskom području prvi te vrste, gdje je dao obilje biografsko-bibliografskih podataka o piscima sjeverne Hrvatske.
Na području Slavonije potrebno je spomenuti Adama Alojzija Baričevića. On je bio čovjek koji je više sabirao i pripremao građu nego što mu je uspjelo ostvariti. Ponajbolje mu je djelo Catalogus librorum Zagrebae impressorum ordine chronologico, kronološki popis knjiga tiskanih u Zgrebu od 1690. do 1800. godine (sačuvan u rukopisu).
Za biografsko-bibliografski rad u sjevernoj Hrvatskoj značajna je pojava Tome Mikloušića koji je u svom djelu Izbor dugovanyh vszakoerztneh po prvi puta na narodnom jeziku popisao hrvatske pisce i njihova djela iz sjeverne Hrvatske, a i iz drugih hrvatskih pokrajina.
Osnove za nacionalnu bibliografiju Hrvata koja bi prelazila pokrajinske okvire, stvorene su u prvoj polovici 19. stoljeća djelovanjem hrvatskog narodnog preporoda. Tada jača interes za knjigu općenito, a i za objavljivanje pojedinih suvremenih popisa ili pregleda hrvatske knjige na čitavom nacionalnom području, a ponekad i izvan njega.
U znaku takvog shvaćanja i nastojanja treba promatrati bibliografsku djelatnost ilirca Stanka Vraza, koji s prijateljima pokreće časopis Kolo u kojem su izlazili prikazi novijih književnih djela gotovo svih slavenskih naroda i popisi novoobjavljenih hrvatskih književnih djela
Najistaknutije mjesto među bibliografima pripada Ivanu Kukuljeviću Sakcinskom s njegovim djelom Bibliografia hrvatska, dio I. Tiskane knjige, Zagreb 1860. i Dodatkom ovoj bibliografiji godine 1963. Kukuljevićeva Bibliografija prva je nacionalna hrvatska bibliografija uopće. Obrađeno je oko 3000 bibliografskih jedinica, obuhvaćajući period od prve hrvatske tiskane knjige do šezdesetih godina 19. stoljeća. bibliografija sadrži tiskane knjige, novine, časopise, pa i pojedine članke i priloge iz nekih publikacija na hrvatskom jeziku. Važnost Kukuljevićeve Bibliografije je ta da je to prva hrvatska opća retrospektivna bibliografija. Stoga Ivanu Kukuljeviću s punim pravom pripada ime osnivača i oca hrvatske bibliografije.
Nakon Ivana Kukuljevića Sakcinskog osjeća se praznina u hrvatskoj bibliografiji, a podaci o hrvatskim knjigama mogu se naći uglavnom u stranim bibliografijama, posebno austrijskim i mađarskim.
Krajem 19. i početkom 20. stoljeća nailazimo na pokušaje izdavanja nacionalne bibliografije koji nikad nisu zaživjeli.
Početkom 1941. godine Hrvatsko bibliotekarsko društvo izdaje u suradnji sa Sveučilišnom knjižnicom u Zagrebu Popis knjiga koje izlaze u Kraljevini Jugoslaviji, br. 1-2. građa je raspoređena po strukama, a unutar struka bibliografske jedinice su poredane abecednim redom.
Od 1941. do 1945. godine Hrvatsko bibliotekarsko društvo uz potporu Sveučilišne knjižnice izrađuje Hrvatsku bibliografiju koja izlazi tri puta godišnje.
Godine 1948. pokrenula je Knjižnica akademije ambiciozan plan izdavanja serije Hrvatska bibliografija. Ta je serija izlazila u tri niza: niz A Bibliografija knjiga tiskanih u NR Hrvatskoj,  niz B Bibliografija rasprava, članaka i književnih radova u časopisima NR Hrvatske i niz C tematske bibliografije. 
Za razdoblje 1950-90. hrvatska građa obrađena je u tekućoj bibliografiji što ju je izdavao Jugoslavenski bibliografski institut (JBI) u Beogradu, koji je 1949. postao središnjom bibliografskom ustanovom u Jugoslaviji. Na osnovi obveznog primjerka, koji dobiva iz tadašnje države, JBI izdaje od 1950. tekuću bibliografiju Jugoslavije u sveščićima pod različitim naslovima (Bibliografija Jugoslavije - knjige, brošure i muzikalije, 24 sveščića godišnje s autorskim i predmetnim kazalom. Bibliografija Jugoslavije - Članci i prilozi u časopisima, listovima i zbornicima), mjesečnik s imenskim i abecednim katalogom u tri niza: Serija A (za društvene znanosti), B (prirodne i primijenjene znanosti), C (umjetnost, šport, filologija i književnost), te Bibliografija Jugoslavije - serijske publikacije. 
Nacionalna i sveučilišna knjižnica u Zagrebu objavila je u razdoblju 1982-1999. tiskani niz „Građa za hrvatsku retrospektivnu bibliografiju knjiga 1835-1940.“ u 25 svezaka na 8300 stranica. Bibliografija je popis hrvatskih knjiga i drugih publikacija koje su se u tom razdoblju smatrale knjigama. Kriteriji za odabir građe su: hrvatski autor, hrvatski jezik i hrvatski teritorij.
Od 1990-tih godina Hrvatska tekuća nacionalna bibliografija se izrađuje u Nacionalnoj i sveučilišnoj knjižnici u Zagrebu na osnovu obaveznog primjerka. Prvo je bibliografija bila tiskana i izlazila je u sveščićima, a od 2002. godine izlazi i na CD ROM-u kao kumulativni godišnjak koji pokriva razdoblje od 1990. do tekuće godine. Od 2012. godine Hrvatska nacionalna bibliografija knjiga objavljuje se isključivo na Internetu u redovitom mjesečnom ritmu izlaženja a od 2015. godine paralelno u istom obliku izlazi i Hrvatska nacionalna bibliografija članaka (http://bibliografija.nsk.hr  Arhivirana inačica izvorne stranice od 18. prosinca 2014. (Wayback Machine)).

## Univerzalna bibliografska kontrola
Prvi pokušaji bibliografske kontrole išli za tim da se na jednom mjestu izradi bibliografija ili katalog tiskarske produkcije cijelog svijeta. Razumljivo je da su takvi pokušaji morali završiti neuspjehom. Novi program pod nazivom Univerzalna bibliografska kontrola (engl. UBC) ide posve drugim pravcem. Taj se program osniva na međunarodnoj suradnji i izmjeni bibliografskih informacija između svih zemalja svijeta. Ideja vodilja programa Univerzalne bibliografske kontrole je taj da se određena publikacija katalogizira u zemlji iz koje publikacija potječe, a da se tako izrađena kataložna jedinica upotrijebi u svim drugim knjižnicama koje tu publikaciju posjeduju.
Budući da taj program želi obuhvatiti svu svjetsku knjižnu produkciju, preduvjeti bez kojih se ostvarivanje programa Univerzalne bibliografske kontrole ne može ni zamisliti su: potrebno je da svaka zemlja izradi nacionalnu bibliografiju koja bi opet morala u potpunosti zabilježiti svu knjižnu produkciju te zemlje, potrebni su odgovarajući pravni propisi koji bi osigurali i regulirali priliv obaveznih primjeraka u nacionalne knjižnice ili nacionalne bibliografske centre, potreban je standardizirani oblik bibliografskih informacija i osnivanje nacionalnih ili regionalnih centara koji bi prihvaćali bibliografske informacije iz drugih zemalja i stavljali ih na raspolaganje interesentima svoga područja, bilo u izvornom obliku, bilo gdje je to potrebno uz izmjene u pogledu jezika i pisma u pojedinim dijelovima opisa.
Godine 1977. UNESCO je u suradnji s IFLA-om organizirao u Parizu Međunarodni kongres o nacionalnim bibliografijama. Na tom su skupu donesene preporuke o sadržaju i obliku nacionalnih tekućih bibliografija. Iako preporuke govore i o obveznom primjerku i potrebi njegova utemeljenja u zakonskim propisima pojedinih zemalja te o kriterijima odabira građe za nacionalnu bibliografiju, glavnina se preporuka zapravo odnosi na ujednačavanje formata i strukture tiskanih sveščića bibliografije te na učestalost njihova izlaženja. 
Krajem studenoga 1998. godine u Kopenhagenu je, pod pokroviteljstvom i u organizaciji IFLA-e, održana Druga međunarodna konferencija o nacionalnim bibliografijama. Od preporuka IFLA-ine Međunarodne konferencije o nacionalnim bibliografskim službama, održane u Kopenhagenu 1998. godine, očekivalo se da pomognu u rješavanju novih problema s kojima su se suočili izdavači nacionalnih bibliografija. Preporuke se najprije pozivaju na koncept Univerzalne bibliografske kontrole kao dugoročan program kojemu je cilj stvaranje svjetskog sustava kontrole i razmjene bibliografskih informacija. Jačanje nacionalne bibliografske kontrole smatra se preduvjetom za djelotvornu svjetsku bibliografsku kontrolu. Nacionalna se bibliografija definira dvojako: kao cjelovit skup zapisa o nacionalnoj kulturnoj baštini i kao sredstvo kojim se ostvaruje potpuna bibliografska kontrola, što znači da se ona i nadalje smatra prvim i mjerodavnim izvorom bibliografskih podataka u svakoj zemlji. Dalje se navodi da se određeni poslovi vezani uz sastavljanje bibliografije mogu povjeriti i drugim ustanovama, ali da je na nacionalnim knjižnicama i nacionalnim bibliografskim uredima ukupna odgovornost za koordinaciju i normizaciju rada na bibliografiji. Poznato je, na primjer, da su neke zemlje odlučile pohranu elektroničke građe povjeriti ustanovama koje imaju bolje uvjete za prihvat i čuvanje te građe od nacionalnih knjižnica. Također, u prikupljanju podataka za nacionalnu bibliografiju može sudjelovati više knjižnica. No odgovornost za nacionalnu bibliografiju u cijelosti, prema IFLA-inim preporukama, imaju i dalje nacionalne knjižnice.

## Vanjske poveznice
- bibliografija Hrvatska enciklopedija. LZMK
- Hrvatska znanstvena bibliografija
- Hrvatska nacionalna bibliografija: Niz A : knjige  Arhivirana inačica izvorne stranice od 17. kolovoza 2016. (Wayback Machine)
- Hrvatska nacionalna bibliografija: Niz B : članci  Arhivirana inačica izvorne stranice od 16. siječnja 2016. (Wayback Machine)